# Abraham Heidanus
Abraham Heidanus vagy holland nevén Abraham van der Heyden (Frankenthal, 1597. augusztus 10. – Leiden, 1678. október 15.) német származású holland kálvinista teológus.

## Életútja
1608-ban apja, Caspar van der Heiden Amszterdamban lett prédikátor. A gyermek Heidanus ott kezdte meg alapiskoláit, majd a leideni Vallon Kollégiumban folytatta tanulmányait Daniel Colonius keze alatt. 1618-tól két évig különböző német, francia, angol és svájci egyetemeken képezte magát tovább. Ezekben az években kötött barátságot Jean Daillé francia kálvinista lelkésszel. Ezt követően a naardeni vallon közösség lelkésze volt 1627-ig, amikor Leidenbe hívták meg lelkipásztornak.
Ortodox protestáns kortársaihoz képest nyitottabban szemlélte a haladó szellemű, az arminiánusok közé tartozó remonstránsok törekvéseit, de 1641-ben Wedderlegginghe der Remonstr. Catechismi (’A remonstráns katekizmus elutasítása’) címen kiadta gondolatait, amelyre a remonstráns Simon Episcopius válaszolt vitairatában. A harderwijki akadémia felajánlotta Heidanusnak a teológusprofesszori katedrát, de ő visszautasította a felkérést. 1648-ban azonban, amikor Constantine L’Empereur halálával megürült a leideni egyetem teológiai tanszéke, Heidanus vette át a helyét. Székfoglaló beszéde még kegyes dogmatizmusáról híresült el. Ekkor azonban már ismeretségben állt a skolasztikus filozófia helyébe saját racionalista bölcseletét kiépítő René Descartes-tal, az új eszme hatása alá került, és hamarosan az ortodox Gisbertus Voetius és a haladó szemléletű Johannes Coccejus között dúló dühödt hitvitáknak is részese lett mint Coccejus szövetségese.
Az éveken át húzódó vita következményeként a leideni egyetem 1672-ben antikarteziánus intézkedéseket hozott, és betiltotta az „istentelen tanokat”. Heidanus Consideratien over eeinighe saecken onlanx voorgevallen in de Universiteit binnen Leiden címen kiadott írásában szembeszállt az intézkedéssel és kiállt a tudományos haladás mellett. Publikált gondolatai annyira felbőszítették az egyetem kurátorait, hogy 1676. május 4-én elcsapták az elaggott Heidanust. Hátra lévő éveiben lelkészi hivatásának élt, illetve 1676-ban kiadta Corpus theologiae christianae című művét, a teljes teológiai rendszer első karteziánus újragondolását.
Leideni tanítványai közé tartozott Apáczai Csere János.